# Catxalot nan
El catxalot nan (Kogia sima) és una de les tres espècies de la família dels kògids.

## Descripció
És la més petita de les balenes. Creix fins a 2,7 m de longitud i pesa uns 250 kg, essent més menut que els dofins més grans. Només es pot observar en mars en calma, ja que fa moviments suaus i es queda immòbil a la superfície del mar.
És molt similar al catxalot pigmeu.

## Poblacions i distribució
Prefereix aigües profundes. A l'Atlàntic se n'han vist des de Virgínia (Estats Units) a Espanya i des del Brasil a Sud-àfrica. També se n'han vist a Austràlia i en altres llocs. Al Pacífic es troben des del Japó fins a la Colúmbia britànica. Una estimació del nombre global no s'ha efectuat i s'estima que n'hi ha 11.000 al Pacífic sud.

## Interacció humana
El catxalot nan ha estat activament caçat per baleners comercials, però no es tenen dades de com aquesta activitat afecta la supervivència de l'espècie.